# Nová Víska (Dolní Poustevna)
Nová Víska je malá vesnice, část města Dolní Poustevna v okrese Děčín. Nachází se asi 2,5 km na sever od Dolní Poustevny. Je zde evidováno 9 adres. V roce 2011 zde trvale žilo deset obyvatel.
Nová Víska leží v katastrálním území Nová Víska u Dolní Poustevny o rozloze 3,2 km2.

## Historie
První písemná zmínka o obci pochází z roku 1451. V roce 1874 byl postaven hřbitov, roku 1890 postavena kaple Nejsvětější Trojice (zbořena v 70. letech 20. století).

## Obyvatelstvo
|                                                                          | 1869 | 1880 | 1890 | 1900 | 1910 | 1921 | 1930 | 1950 | 1961 | 1970 | 1980 | 1991 | 2001 | 2011 |
| ------------------------------------------------------------------------ | ---- | ---- | ---- | ---- | ---- | ---- | ---- | ---- | ---- | ---- | ---- | ---- | ---- | ---- |
| Obyvatelé                                                                | 211  | 235  | 213  | 228  | 251  | 236  | 270  | 53   | 32   | 24   | 6    | -    | 3    | 10   |
| Domy                                                                     | 43   | 46   | 45   | 44   | 44   | 43   | 44   | 43   | .    | 6    | 3    | 1    | 1    | 3    |
| Počet domů z roku 1961 je zahrnut v domech místní části Dolní Poustevna. |      |      |      |      |      |      |      |      |      |      |      |      |      |      |